# Solo (Fluss)
Solo (alternativ Bengawan Solo, dabei ist Bengawan Alt-Javanisch für Fluss) ist der längste Fluss der indonesischen Insel Java. An seinen Ufern liegt unter anderem Surakarta.
Er ist ungefähr 600 km lang. Neben seiner Bedeutung als Wasserweg für die Einwohner und die Landwirtschaft des westlichen und nördlichen Inselteils finden sich hier weiterhin bedeutende Stätten paläoanthropologische Ausgrabungen. Einige Entdeckungen von frühmenschlichen Resten wurden an diversen Stellen in dessen Flusstal gemacht, insbesondere in Sangiran, einschließlich der Entdeckung der ersten frühzeitlichen Menschen-Fossilien, die außerhalb Europas gefunden wurden, so etwa der Schädel des Java-Menschen.